# Braydon
Braydon est une paroisse civile du Wiltshire, en Angleterre. Il s'agit d'une paroisse peu densément peuplée qui faisait partie d'une forêt royale au Moyen Âge.

## Toponymie
Braydon doit son nom à la forêt de Braydon (ou Braden). Le nom de cette dernière est antérieur à la colonisation de la Grande-Bretagne par les Anglo-Saxons et son sens est inconnu.

## Géographie
Braydon est située dans le nord du comté du Wiltshire, dans le Sud-Ouest de l'Angleterre. La ville de Swindon, chef-lieu du comté, se trouve à une dizaine de kilomètres au sud-est. La Key (en), un petit affluent de la Tamise, prend sa source sur le territoire de la paroisse.
La paroisse civile de Braydon ne comprend pas de village, mais seulement des fermes et maisons dispersées. Au recensement de 2011, elle comptait 374 habitants.
Pour les élections à la Chambre des communes, Braydon est rattaché à la circonscription de North Wiltshire.

## Histoire
La Chronique anglo-saxonne rapporte que Braydon et ses alentours sont ravagés en 901 par Æthelwold, prétendant au trône du Wessex, durant sa lutte contre Édouard l'Ancien, fils et successeur d'Alfred le Grand.
La forêt de Braydon fait partie au Moyen Âge des forêts royales du Royaume d'Angleterre. Propriété du duché de Lancastre, elle constitue une zone de chasse réservée au roi. À son apogée, elle s'étend sur plus de 12 000 hectares, soit le tiers de la superficie du Wiltshire. Elle perd son statut de forêt royale au début des années 1630, ce qui donne lieu à quelques troubles (en) dans les années qui suivent en réaction au mouvement des enclosures.
Le comte de Clarendon John Villiers fait l'acquisition du domaine de Braydon en 1826. Trois ans plus tard, Villiers revend ces terres à Joseph Neeld (en). Elles restent dans sa famille jusqu'en 1901, date à laquelle le domaine est partagé entre plusieurs acheteurs.